# Tio Fredo
Alfredo Roselló, més conegut pel nom artístic de Tio Fredo, (Xàtiva, 1950 - València, 13 de novembre del 2021) fou un showman de l'escena valenciana, i un humorista, un dels cantautors més innovadors de la cançó valenciana tradicional.
Les seues actuacions es veien acompanyades amb un guitarró amb el qual interpretava cançons pròpies o de coneguts (com Vicent Savall) d'un estil propi i característic. Una de les seues cançons més conegudes és el Rock de la Paella amb més de 150.000 visites a YouTube. En la seua cançó El joc de pilota valenciana, «fa una radiografia de l'esport nacional». El 2015 va participar en el concert extraordinari Homenatge als Músics Valencians al Palau de la Música de València, juntament amb «Bajoqueta Rock», «All i Oli», Pep Gimeno «Botifarra» i una agrupació simfònica formada per un centenar de músics de diferents poblacions valencianes. Els seus espectacles solien incorporar gran quantitat d'acudits valencians. Va fer aparicions televisives a Canal 9.
Obres
- Tio Fredo CD (Bureo Músiques, 2013),[7] que conté entre d'altres la cançó oficial de la festa de la Tomatina a Bunyol.[8]